# Lilli Suburg
Lilli Suburg, née le 1er août 1841 à Rõusa  et morte le 8 février 1923 à Valga, est une journaliste, écrivaine et féministe estonienne. En 1882, elle fonde une école primaire privée pour les filles à Pärnu, puis en 1885, elle la déplace à Viljandi, où le nombre d'élèves augmente. En 1887-1894, elle fonde et commence à publier le premier magazine féminin en Estonie, Linda. Contrainte de vendre son journal, Suburg s'installe en Lettonie et y dirige une école jusqu'en 1907.

## Jeunesse et formation
Caroline Suburg, connue sous le nom de Lilli, naît le 1er août 1841 dans le domaine de Rőusa, dans le canton d'Uue-Vändra de la paroisse de Vändra, alors dans l'Empire russe. Elle est la fille d'Eva (née Nuut) et de Toomas Suburg. Peu de temps après sa naissance, la famille déménage dans le domaine voisin de Vana-Vändra Vändra mõis (et), où Toomas travaille comme administrateur de biens et Eva comme fromagère. Grâce à leur travail acharné, le couple peut finalement louer l'intégralité du domaine et envoyer leur fille, jusqu'alors instruite par la gouvernante du manoir de Rõusa, dans une école privée. De 1852 à 1859, Suburg étudie à l'école privée dirigée par Marie von Ditmar à Pärnu, et elle commence ses études au lycée de filles de la ville. Ses études sont interrompues pendant près d'une décennie par des problèmes de santé, diagnostiqués par un médecin de Tartu comme résultant d'un érysipèle,. Durant cette période, Suburg est contrainte de rester au lit pendant des mois et elle lit beaucoup : des ouvrages de littérature allemande, de pédagogie, ainsi que des livres et des essais sur les questions féminines. Quand elle le peut, elle enseigne à ses jeunes frères et sœurs. Ses parents acquièrent une grande terre boisée près de Sikana, où Toomas garde du bétail. Il agrandit la ferme pour en faire une entreprise laitière sur le domaine de Waldburg et la famille déménage dans la nouvelle propriété.

## Carrière
La maladie laisse des cicatrices sur le visage de Suburg et depuis lors, elle n'autorise pas qu'une photo soit prise d'elle sans un foulard couvrant ses cicatrices. En 1869, elle est rétablie et passe les examens nécessaires à l'obtention de son brevet d'enseignement. En 1872, elle fait la connaissance de Carl Robert Jakobson, écrivain et pédagogue impliqué dans le réveil nationaliste. Avec ses encouragements, Suburg commence à écrire une nouvelle, Liina, basée sur sa propre vie. L'histoire, qui traite du choc culturel entre les coutumes estoniennes et germano-baltes, est publiée en 1877 et connaît plusieurs réimpressions. L'année suivante, toujours sous l'impulsion de Jakobson, Suburg commence à travailler comme rédactrice en chef du Pärnu Postimees. Le journal, connu pour son conservatisme, sous l'influence de Suburg, évolue politiquement vers une position plus moderne.
En 1880, Suburg adopte Anna Wiegandt, une jeune orpheline, ce qui est rare pour une femme célibataire à l'époque. Presque simultanément, le destin de sa famille change. Ayant vécu au-dessus de ses moyens, Toomas décide de vendre le bétail et de ne conserver qu'une petite partie des terres et du moulin à farine. Eva et ses filles s'opposent à la vente, mais Toomas conclut la transaction et peu de temps après, Suburg et sa fille déménagent à Pärnu . Elle envisage d'y créer une école privée pour filles et souhaite enseigner aux élèves estoniens dans leur propre langue. La réglementation en vigueur à l'époque interdit l'enseignement d'autres matières que la religion en estonien, obligeant Suburg à ouvrir son établissement en tant qu'école de langue allemande, en 1882. Pour soutenir l'école, elle organise des bazars, prononce des discours et met en scène des spectacles, mais les élites locales désapprouvent son action .
En 1885, Suburg, poussée par ses partisans à Viljandi, déplace son école. Elle peut louer des locaux plus grands et attirer plus d’étudiants. Cinquante filles vivent dans le pensionnat et, au total, le nombre d'élèves a augmenté de quatre-vingts pour cent. L'augmentation du nombre d'étudiants rend l'école financièrement sûre et Suburg entreprend de concevoir un système éducatif original. Bien qu'elle doive  enseigner en allemand, elle prend soin d'inclure des Estoniens renommés, comme Jakobson, Lydia Koidula et Friedrich Reinhold Kreutzwald, dans les cours pour aider ses étudiants à développer un sens de leur propre culture et à développer un jugement indépendant sur leur propre sphère d'apprentissage. Après deux ans, Suburg souhaite élargir le programme et elle contacte les autorités pour permettre, à elle et à sa fille, d'enseigner cinq ans d'allemand et deux ans de russe aux filles plus âgées. Leur demande est rejetée, ce qui oblige Suburg à confier la gestion de l’école à sa fille. Wiegandt, qui parle bien le russe, s'adresse à nouveau aux autorités et on l'autorise à continuer à enseigner le programme de l'année pendant six ans supplémentaires. À cette époque, en 1892, la russification a remplacé l'enseignement en langue allemande.
Suburg continue à publier tout en dirigeant l'école et elle tente d'obtenir les permis nécessaires pour publier un journal féminin. Plusieurs de ses œuvres de l'époque comprennent des pièces de moralité sentimentale telles que Maarja et Eeva : ou la loyauté et l'amour d'une relation pour un homme (estonien : Maarja ja Eeva: ehk suguluse truudus ja armastus mehe vasta, 1881) et Leeni (1887). Finalement, en 1888, elle obtient l'approbation nécessaire pour éditer et publier le premier magazine féminin d'Estonie, Linda. Le magazine couvre différents sujets concernant les femmes, notamment leurs droits, la parentalité, l'éducation des femmes, ainsi que leur développement spirituel. La publication comprend également des articles d'éminents Estoniens et des textes traduits d'éminentes féministes sur le droit de vote des femmes, ainsi que des nouvelles et des débats sur les récents développements éducatifs et scientifiques. Les sujets qu’elle aborde sont novateurs pour l’époque et suscitent des critiques moqueuses de la part d’autres médias. Suburg édite le magazine jusqu'à ce que des difficultés financières l'obligent à le vendre en 1894.
En 1899, Wiegandt ferme l'école de Viljandi, épouse Jaan Lammas et le couple emmène Suburg vivre avec eux dans le village letton d'Omuļi (lv) dans la ferme d'Egerí. La mère et la fille ouvrent de nouveau une école où elles enseignent aux enfants jusqu'en 1907, date à laquelle la fille de Lammas naît : Suburg publie sa dernière nouvelle, Linda, la fille du peuple (estonien : Linda, rahva tütar) en 1900 et commence à travailler sur ses propres mémoires. Bien qu'elle est reconnue comme l'une des premières féministes d'Estonie et est nommée membre honoraire de la Société des femmes de Tartu en 1916, elle n'assiste pas au premier congrès des femmes organisé à Tartu en 1917 .

## Mort et réputation

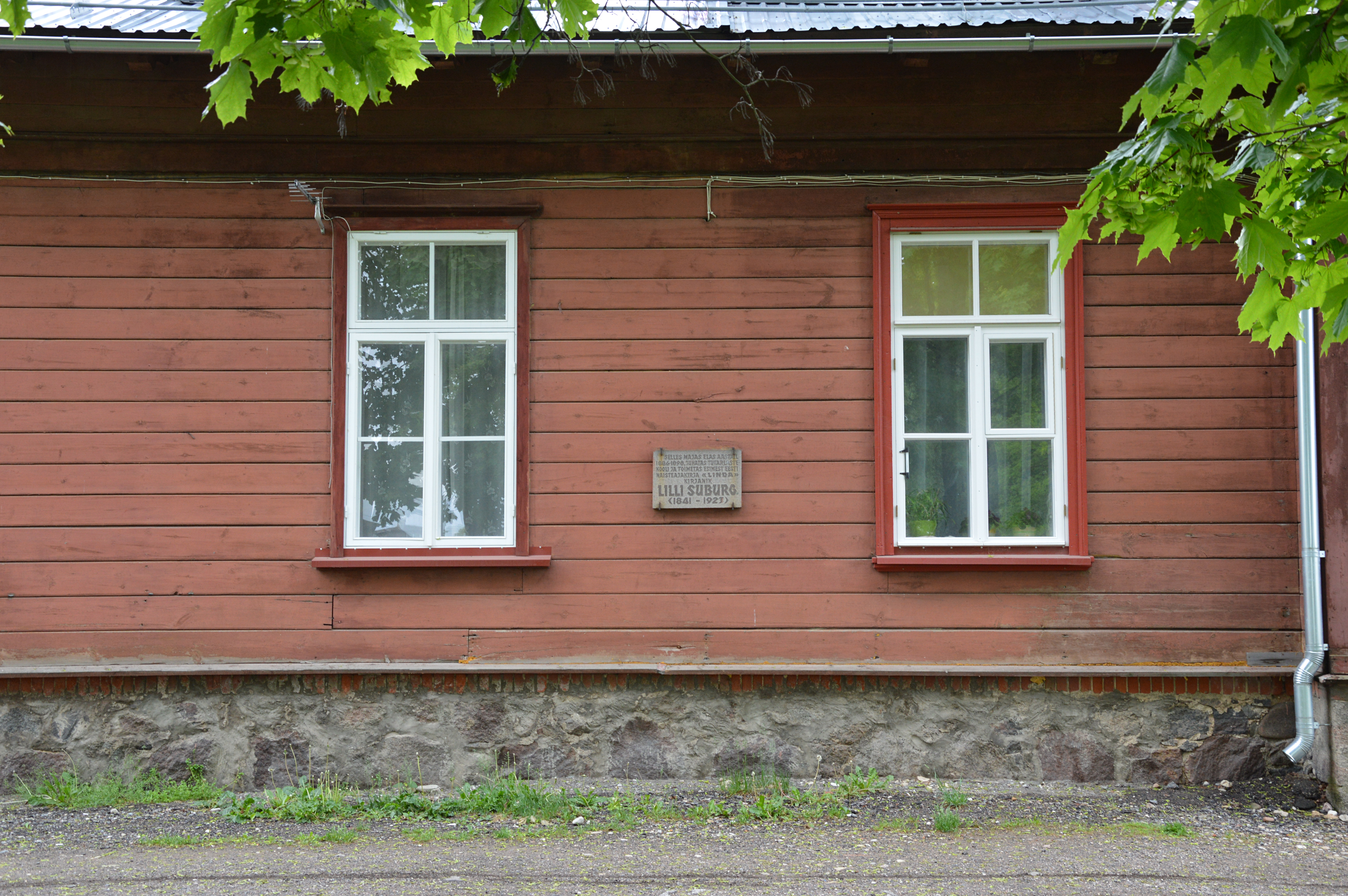
Plaque commémorative à Viljandi.

Au cours de ses dernières années, Suburg se rend régulièrement à Valga pour rendre visite à sa sœur Laura. Lors d'un de ces séjours, elle y décède le 8 février 1923. Elle est enterrée au vieux cimetière de Vändra (Vändra vana kalmistu (et)), en Estonie. La Société des femmes de Vändra prend soin de sa tombe et, en 1926, un monument à sa mémoire est érigé par l'Union des organisations de femmes estoniennes (estonien : Eesti Naisorganisatioonide Liit). En 1982, une plaque commémorative est apposée sur le site qui abritait son école et la rédaction de Linda à Viljandi.
En 2024, la banque nationale d'Estonie annonce qu'elle va frapper en 2025 une pièce de collection en argent d'une valeur faciale de 15 € en l'honneur de Lilli Suburg. Il s'agit de la première pièce d'une série consacrée aux grandes femmes estoniennes.